# ناتالی ریشار
ناتالی ریشار (فرانسوی: Nathalie Richard‎؛ زادهٔ ۶ ژانویهٔ ۱۹۶۳) هنرپیشه اهل کشور فرانسه است. وی متولد شهر پاریس است.

## قسمتی از فیلمشناسی
- پنهان
- لومیر و شرکا
- کد مجهول
- هرگز رهایم مکن
- اواخر اوت، اوایل سپتامبر
- جوان و زیبا